# East Pride
East Pride är en årligen återkommande festival i Norrköping och är Sveriges fjärde största pridefestival. Festivalen har arrangerats av Nätverket East Pride sedan 2018.
2005 arrangerades Kärleksparaden för första gången i Norrköping och 2010 hade paraden 300 deltagare. 2009 grundades föreningen Norrköping Pride som arrangerade pridefestival mellan åren 2009 och 2017. Föreningen lades ner på grund av för få ideellt engagerade. 2018 deltog 4500 personer i paraden. Nätverket har tidigare samarbetat med bland annat Linköpings Regnbågsvecka.
Nätverket East Pride består av Svenska Kyrkan Norrköping, Sensus studieförbund, KFUM Norrköping, RFSL Norrköping samt Skyhook Designkollekiv. År 2022 deltog 2500 personer i den avslutande paraden och i programmet återfanns bland annat fotografen Elisabeth Ohlson Wallins utställning id:Trans.